# 김충원
김충원(1959년 11월 16일 ~ )은 대한민국의 그래픽 디자이너, 교육인, 수필가이다.

## 학력
- 서울대학교 시각디자인학과 학사(1986년)
- 서울대학교 대학원 시각디자인학과 미술학 석사(1996년)

## 주요 경력
- 1983년 : 그래픽 디자이너 첫 입문.
- 1984년 ~ 1990년 : KBS 방송 일러스트레이터
- 1990년 ~ 1992년 : 이엑스 국장
- 1992년 ~ 1994년 : 사과나무 대표
- 1993년 ~ 1995년 : 홍익대학교 강사
- 1994년 ~ 1995년 : 아트워크 대표
- 1995년 ~ 1997년 : 건국대학교 교수
- 1996년 : 《김충원미술교실》 운영
- 1998년 ~ 2014년 : 명지전문대학 커뮤니케이션디자인과 교수
- 김충원 아트스쿨·김충원 창의력발전소 대표(현재)

## 방송
- 《TV유치원 하나 둘 셋》(KBS 1TV, 1996년)
- 《세계테마기행》(EBS1, 2009년)
- 《마이 리틀 텔레비전》(문화방송, 2015년)

### 비디오
- 1994년 유니키드《김충원의 그림교실》 (주요 유행어 : 어때요? 참 쉽죠? 누구든지 그릴 수 있어요, "자 어땠어요? 여러분", 연습을 많이 해야 해요, 이것으로 모두 마칠게요. 자 그럼 여러분 안녕)